# Вюртцит
Вюртци́т — мінерал класу сульфідів.

## Історія та етимологія
Перший опис вюрциту виконав французький хімік і мінералог Шарль Фрідель (1832—1899) у 1861 році. Він назвав мінерал на честь свого вчителя Шарля Адольфа Вюрца (1817—1884). Зразки, досліджені Фріделем, були знайдені в шахті Сан-Хосе поблизу міста Оруро в Болівійських Андах, яке було важливим місцем видобутку до 20 століття, в основному завдяки видобутку олова. Оруро сьогодні є типовою місцевістю вюрцитів і сьогодні.
З моменту заснування Міжнародної мінералогічної асоціації вюртцит був міжнародно визнаною назвою мінералу для гексагонально кристалізованого сульфіду цинку або β-ZnS.

## Загальний опис
Хімічна формула: ZnS. Як правило, містить 60-63 % Zn, до 8 % Fe, 1-1,5(3,7)% Cd. Блиск смолистий, на площинах спайності — скляний. Крихкий. Твердість 3,5—4. Густина 4—4,5. Вюртцит характерний щільною гексагональною упаковкою атомів сірки. Цинкова руда. При температурі 1 020°С переходить у кубічну модифікацію — сфалерит. Асоціація: сфалерит, пірит, халькопірит, барит, марказит. Зараховується до групи рідкісних мінералів, групи сфалериту.

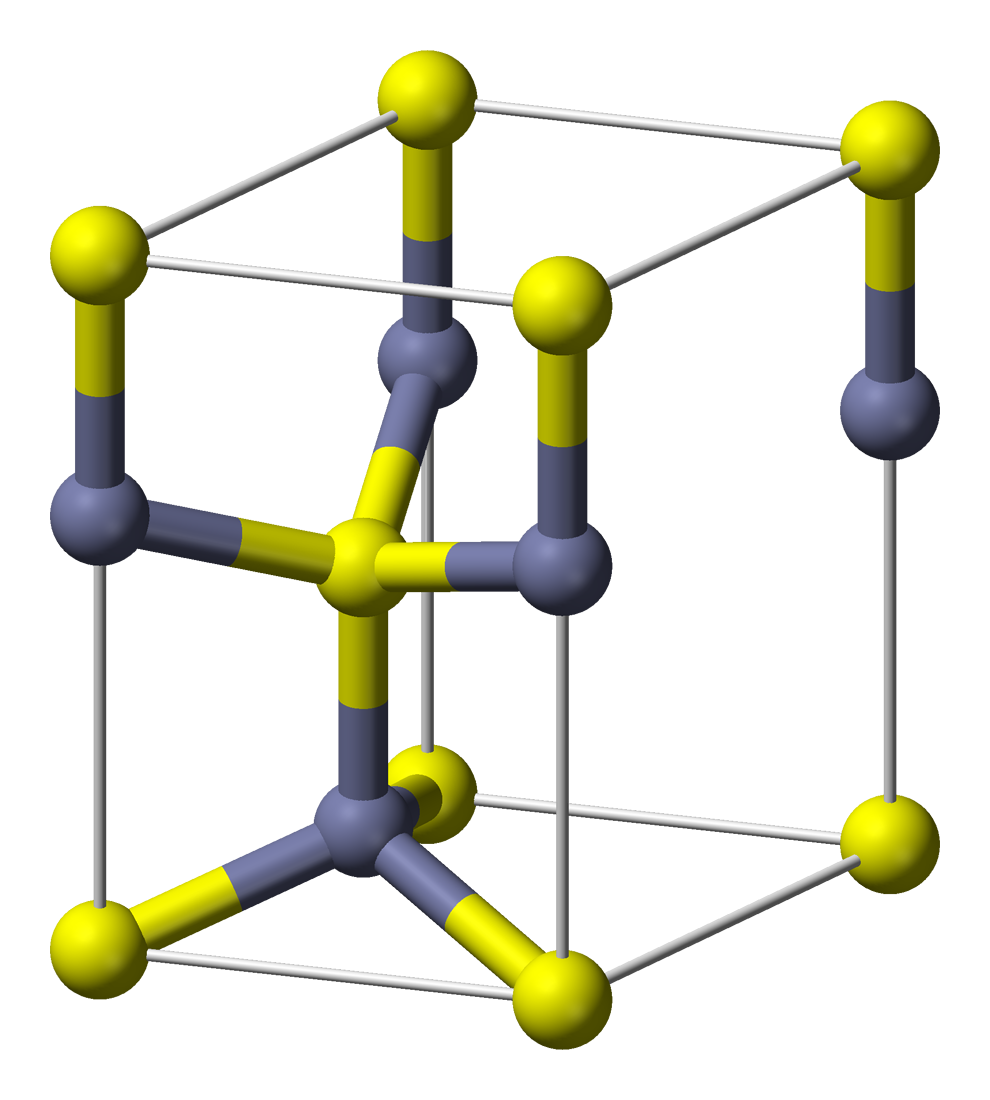
Кристалічна ґратка мінералу

Зустрічається в гідротермальних родовищах. Відомі родовища вюртциту у Польщі, Болівії, США (штати Коннектикут, Монтана, Юта, Міссурі), Німеччині (Рагельсгаузен, поблизу Гладенбаха, Гессен), Англії (Корнуолл), Сербії, Чехії, Румунії, Перу, Болівії. Збагачується подібно до сфалериту.

## Різновиди
Розрізняють:
- вюртцит 4Н, 6Н (політипні гексагональні модифікації вюртциту, в яких елементарна комірка охоплює 4 або 6 шарів найщільнішої упаковки);
- вюртцит 9R, 12R, 15R (3R), 21R (політипні тригональні модифікації вюртциту, в яких елементарна ромбоедрична комірка має 9, 12, 15 (3), 21 шар найщільнішої упаковки.